# Кызылжар (Жанаталапский сельский округ)
Кызылжар (каз. Қызылжар, до 2000 г. — Фабричное) — упразднённое село в Сайрамском районе Туркестанской области Казахстана. Входило в состав Жанаталапского сельского округа. В 2014 году включено в состав города Шымкент и исключено из учётных данных. Код КАТО — 515243300.

## Население
В 1999 году население села составляло 2494 человека (1206 мужчин и 1288 женщин). По данным переписи 2009 года, в селе проживало 2788 человек (1327 мужчин и 1461 женщина).